# Magony Szilvia
Magony Szilvia (Szeghalom, 1981. május 25. –) többszörös szépségkirálynő (Miss Balaton 2000, Miss Tourism World Hungary 2006, Velvet.hu közönségszavazás – „2006 Legszebb szépségkirálynője”, műsorvezető, modell, PR szakember.

## Élete
Középiskolai tanulmányait a Xántus János Két Tanítási Nyelvű, Gyakorló Gimnázium és Idegenforgalmi Szakközépiskola, Szakiskola és Szakképző Iskolában végezte.
15 évesen kezdett el modellként dolgozni az Attractive Elite Modellügynökségnél. 2000-ben a 175. füredi Anna-bál szépévé választották, majd két héttel később elnyerte a Miss Balaton címet. 2006-ban a Miss Tourism Hungary győztese lett, majd nem sokkal később a 2006-os év legszebb szépségkirálynőjének választották a Velvet.hu olvasói. 2014 óta oszlopos tagja a Miss Balaton szépségverseny felkészítő trénereinek.
2004-ben a Budapesti Gazdasági Főiskola Kereskedelmi, Vendéglátóipari és Idegenforgalmi Karán szerezte meg diplomáját közgazdászként.
2002-től 2010-ig volt középiskolájában, a Xántus János Két Tanítási Nyelvű Szakközépiskola Középiskolai óraadó tanár – magyarországi idegenforgalmi földrajz, budapesti városnézés, valamint idegenvezetői módszertan tantárgyakból.
2003–2009 között a Magyar Turizmus Zrt. PR munkatársaként az MTV Napkelte műsorblokkjában látható Itthon Otthon Van programajánló szerkesztő-műsorvezetője volt. 2006–2010 között a Story Tv-hez szerződött, ahol Story4 és Story5 csatornán a VIP Sztárhíradónak és a Lakosztály lakberendezési magazinműsornak a műsorvezetője, 2012–2014 között pedig a Túrakommandó  című turisztikai doku-reality sorozat szerkesztő-műsorvezetője volt. 2012-ben megjelent első könyve, Túrakommandó címmel, mely Magyarország legszebb régióit mutatja be. 2015-ben a TV2 hat héten át tartó TrenDélet című magazinműsorának a háziasszonya volt.
2006-ban alapította rendezvényszervezéssel és PR kommunikációval foglalkozó cégét, a Mahagony E.S.C.Kft.-t, melyben azóta is aktívan tevékenykedik. 2009-ben honlapja (www.magonyszilvia.hu) elnyerte a Magyar Marketing Szövetség által alapított Az Év Honlapja 2009 – Minőségi Díjat személyes oldal kategóriában.

## Könyve
- Túrakommandó (album, Eventure Production, 2012)

## Díjai, elismerései
- Anna-bál szépe (2000)
- Miss Balaton – I. helyezett (2000)
- Miss Tourism World Hungary 2006 – I. helyezett (2006)
- Velvet.hu közönségszavazás – „2006 Legszebb szépségkirálynője” (2007)
- Az Év Honlapja 2009 – Minőségi Díj (www.magonyszilvia.hu, 2009)